# 백승진
백승진(1982년~)은 대한민국 정치경제학자이다. UN 인구기금의 동남아프리카 중진국 그룹장을 맡고 있으며, UN 쿠웨이트 상주조정관사무소 소장대행 및 UN 서아시아경제사회위원회 경제정책관, UN 아프리카경제위원회 경제정책관, UN 중남미경제위원회 경제정책관을 지냈다.

## 수상 내역
- 국제인명센터 IBC 개발경제 부문 공로상

## 같이 보기
- 지속 가능성
- 국제정치경제학
- 제도경제학